# Pilosana rugosa
Pilosana rugosa är en insektsart som beskrevs av Nielson 1983. Pilosana rugosa ingår i släktet Pilosana och familjen dvärgstritar. Inga underarter finns listade i Catalogue of Life.